# Neue Zürcher Zeitung
Neue Zürcher Zeitung је швајцарски дневни лист на немачком језику са седиштем у Цириху. Основан је 1780. године. Има репутацију висококвалитетних новина, а познат је по објективним и детаљним извештајима о међународним пословима.